# Pratina
Pratina di Fliunte (in greco antico: Πρατίνας?, Pratínas; VI secolo a.C. – prima del 467 a.C.?) è stato un drammaturgo greco antico.

## Biografia
Secondo il lessico Suda, era figlio di un certo Pirronide o di Encomio ed originario di Fliunte; arrivò ad Atene forse verso il 520 a.C. e fu attivo a cavallo tra il VI e il V secolo a.C., gareggiando contro Eschilo e Cherilo nella LXX Olimpiade (499-496 a.C.).
Ebbe un figlio, Aristia, che nel 467 a.C. ottenne un secondo posto mettendo in scena le opere di suo padre Perseo, Tantalo, una terza tragedia di cui non si conosce il nome e il dramma satiresco I pugili. È ipotizzabile quindi che Pratina in quell'anno fosse già morto.

## Opere
Fu l'inventore (o forse un radicale innovatore) del dramma satiresco: a questo genere sarebbero appartenute ben 32 delle 50 opere a lui attribuite, ottenendo una vittoria. Dato l'alto numero di drammi satireschi, è possibile ipotizzare che Pratina li scrivesse non solo per sé stesso, ma anche per altri.
Qualche titolo tramandato e pochissimi frammenti sono quel che resta della sua produzione, a parte il probabile merito di aver inaugurato il costume, poi divenuto consueto, di rappresentare lo spettacolo dei satiri dopo la trilogia tragica.
Si conserva anche il titolo di un'altra opera di Pratina, le Dimene o Cariatidi, forse un canto per danza.